# Landhuis Daerupt

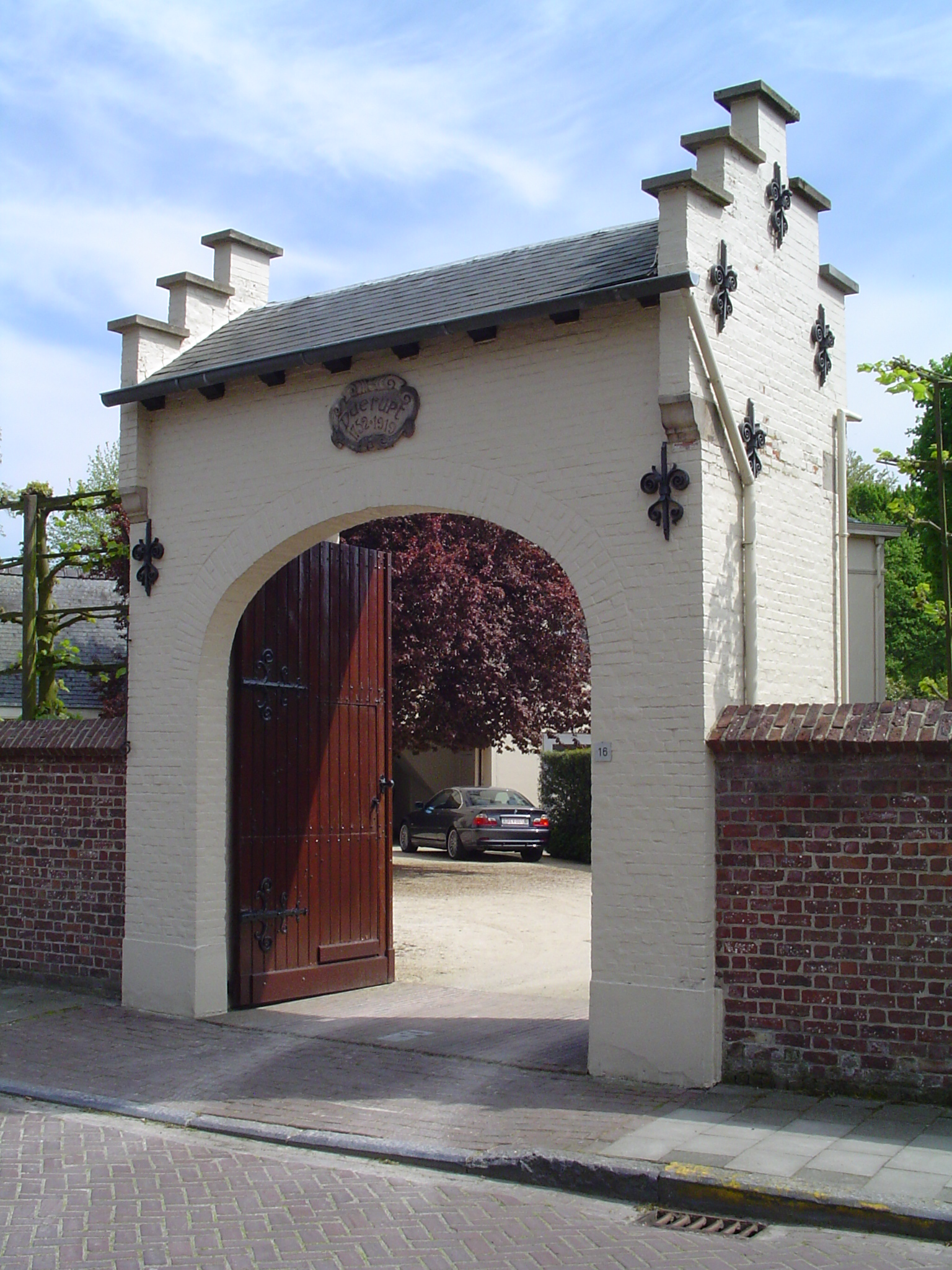
Toegangspoort

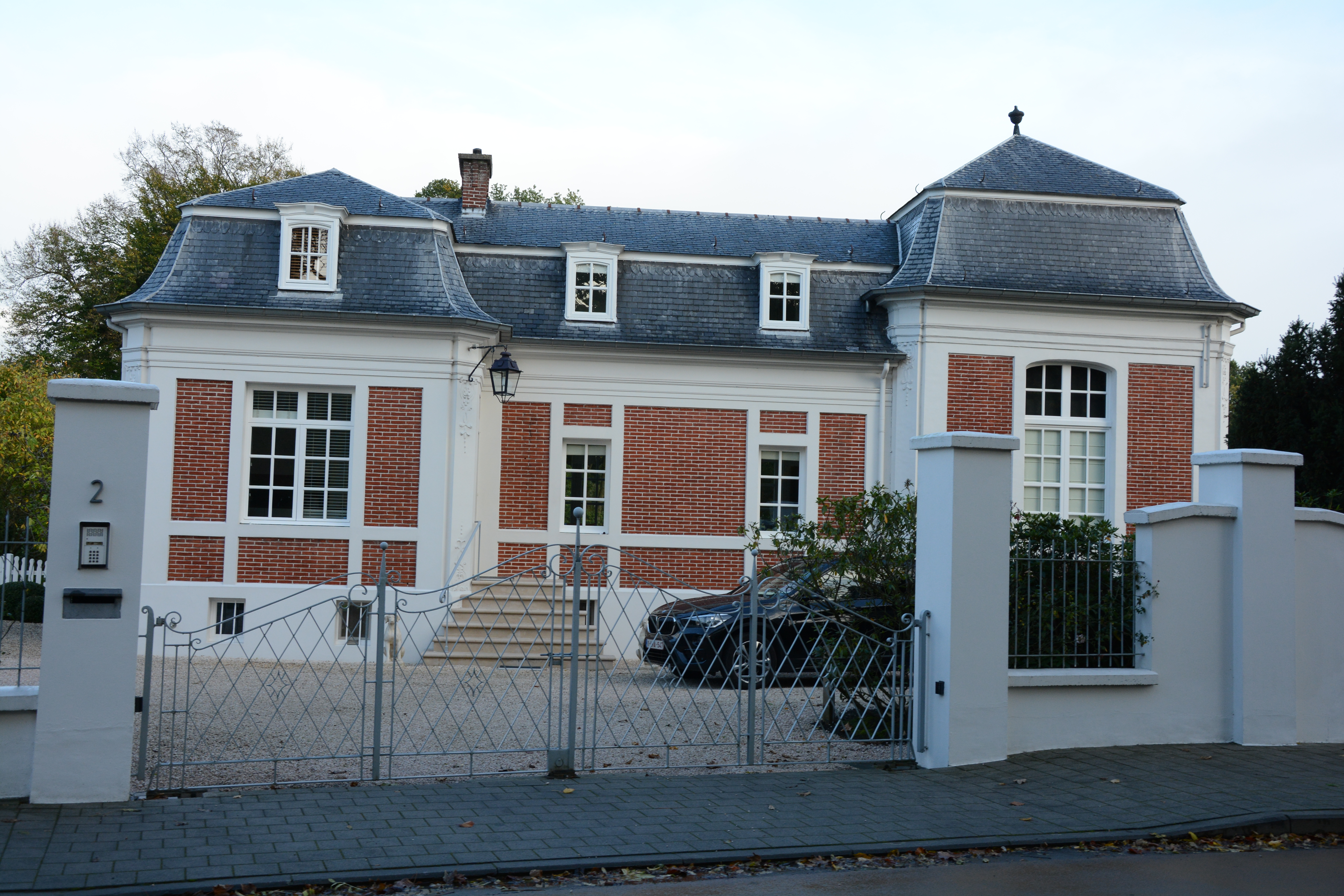
Tuinpaviljoen, met toevoegingen van 1950

Het Landhuis Daerupt is een landhuis in de tot de gemeente Gent behorende plaats Afsnee, gelegen aan Afsneedorp 16.

## Geschiedenis
Oorspronkelijk was hier de zetel van de heerlijkheid Daerupt, die in 1400 voor het eerst werd vermeld. Later werd het een herenhuis waar in de loop der tijd diverse Gentse families woonachtig waren. Van 1925-1932 woonde de schrijver Cyriel Buysse in dit huis.

## Gebouw
Het huidige gebouw is L-vormig en heeft een 19e-eeuws uiterlijk. Onder meer in 1899 werd het verbouwd. Het domein, dat nauw aansluit bij de kerk en het kerkhof, werd omstreeks 1950 gedeeltelijk verkaveld en voorzien van een nieuwe muur met poortje. Een 18e-eeuws tuinpaviljoen, nu op het kavel van Broekkantstraat 2, behoorde voor die tijd ook tot het domein.